# Apolar

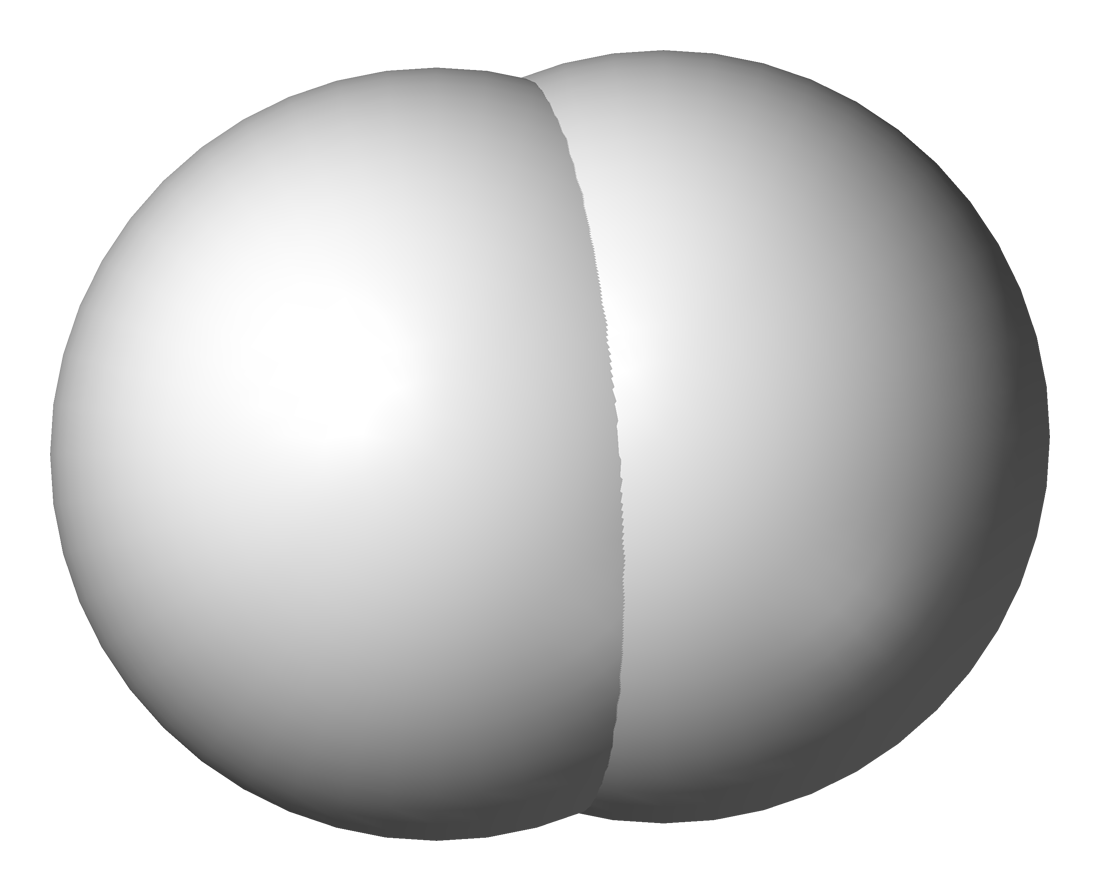
Molécula de hidrógeno en su forma molecular, formando el gas diatómico H₂. Es una molécula apolar.

Las moléculas apolares son aquellas moléculas que se producen por la unión entre átomos que poseen igual electronegatividad, por lo que las fuerzas con las que  los átomos que conforman la molécula atraen los electrones del enlace que son iguales. Una molécula es polar cuando uno de sus extremos está cargado positivamente, y el otro de manera negativa. Cuando una molécula es apolar, estas cargas no existen.
Se suele usar el término hidrófobo para una sustancia apolar, debido a la similitud de comportamientos: un hidrófobo es aquel o aquello que repele u odia al agua y las sustancias apolares no se disuelven en agua a pesar de ser líquidas (como el aceite). El agua es un disolvente polar, y por tanto, solo puede albergar moléculas polares. Esto se basa en que a niveles microscópicos, algo se disuelve en una sustancia cuando aparecen unos puentes moleculares entre las partículas de disolvente y de soluto. Estos puentes (o fuerzas intermoleculares) aparecen entre las zonas con cargas distintas en ambas sustancias. El agua es una molécula polar (tiene dos zonas con distinta carga, positiva y negativa) y cualquier cosa que se quiera disolver en ella, ha de ser polar, para poder establecerse dicho enlaces.

## Moléculas apolares
Las moléculas apolares están formadas por átomos de no metal unidos por enlaces covalentes, siempre que no exista entre ellos una diferencia de electronegatividad importante. En la práctica,las moléculas apolares pueden ser:
- Moléculas covalentes formadas por átomos iguales. Ejemplos: hidrógeno (H2); oxígeno (O2); nitrógeno (N2); azufre (S8).
- Moléculas covalentes formadas por átomos de parecida electronegatividad. Por ejemplo, moléculas formadas por carbono (C) e hidrógeno (H): metano (CH4); butano (C4H10); ciclohexano (C6H12).
- Moléculas formadas por átomos de diferente pero con una estructura simétrica tal que se anula la polaridad: dióxido de carbono (CO2); tetracloruro de carbono (CCl4); disulfuro de carbono (CS2) o dimetiléter (H3C-O-CH3).

## Tecnología de impresión Offset
En las zonas hidrófobas de la imagen en plancha se repele el agua, siendo la tinta la que se adhiere a estas zonas, puesto que el sistema de impresión Offset se basa en un equilibrio agua-tinta.